# TISPAN
TISPAN（英: Telecoms and Internet converged Services and protocols for Advanced Network、TISPAN）は、タイスパン，ティーアイスパンなどと呼ばれる．"進歩的なネットワークの為の電気通信およびインターネット統一サービスおよびプロトコル"を策定するための団体であり，ETSI 欧州電気通信標準化機構の一プロジェクト(組織)である。2003年から活動を開始している．2005年12月のNGN Release1リリースにのっとり堅牢なテストと実装が必要としてはじめられた．現在は，2008年初頭に決められたCommon IMS(3GPP relase8(LTEが入ってきたことで少し有名))をベースに IMSやnon-IMSベースのIPTV等を検証している．3GPPと密に連携し，ITU等にも意見をインプットしている．
TISPANは PlLENARY(総会), WG2(Service Requrements Architecture), WG3(Protocols), WG4(Numbering Addressing Routeing), WG5(Home Networks), WG6(Testing), WG7(Security), WG8(Network Management)の部会にわかれて議論を進めている． 
日本に置き換えればTTCやARIBの下の技術検証の為の部会のようなものであるが，日本にはあるかどうかわからない(要追記)